# 경주 보문사지 당간지주
경주 보문사지 당간지주(慶州 普門寺址 幢竿支柱)는 대한민국 경상북도 경주시에 있는, 남북국 시대 신라의 당간지주이다. 1963년 1월 21일 대한민국의 보물 제123호로 지정되어 있다.

## 개요
절에서는 의식이 있을 때 절의 입구에 당(幢)이라는 깃발을 달아두는데, 깃발을 달아두는 장대를 당간(幢竿)이라 하며, 이 당간을 양쪽에서 지탱해 주는 두 돌기둥을 당간지주라고 한다. 
이곳은 '보문(普門)'이라고 새겨진 기와조각이 출토되어 보문사터로 알려졌으며, 터에서 상당히 떨어진 북쪽에 이 당간지주가 서있다.
지주의 양 기둥이 62cm 정도의 간격을 두고 마주 보고 있으며, 양쪽 기둥 가운데 북쪽 기둥은 윗부분의 일부가 떨어져 나갔고, 남쪽만 완전한 상태로 남아있다. 당간을 고정하기 위해 마련한 구멍은 위·중간·아래 3곳에 있는데, 남쪽 기둥은 구멍이 완전히 뚫렸고, 북쪽 기둥은 반쯤 뚫려 있어 특이하다.
이 당간지주는 전체적인 형태가 가늘고 긴 모습이나 안정감이 있다. 다른 당간지주에 비해 비교적 작은 규모로, 매우 소박한 모습의 통일신라시대 작품이다.

## 참고 자료
- 경주 보문사지 당간지주 - 국가유산청 국가유산포털